# Mariakerk (Mantgum)
De Mariakerk van Mantgum is een kerkgebouw in de Nederlandse provincie Friesland.

## Beschrijving
De kerk uit circa 1500, oorspronkelijk gewijd aan Maria, werd gebouwd ter vervanging van een middeleeuwse voorganger uit circa 1200. In 1865-1867 is de eenbeukige kerk met vijfzijdig gesloten koor naar plannen van J.I. Douma verhoogd, gepleisterd en van spitsboogvensters voorzien. In 1868 is de oude zadeldaktoren afgebroken en vervangen door een nieuwe toren van drie geledingen met ingesnoerde spits. Er hangt een door Geert van Wou gegoten klok (1499) en een klok (1896) van de firma Van Bergen.
Het interieur wordt gedekt door een tongewelf. Het gebrandschilderd glas (1939) met afbeeldingen van kerken en torens is afkomstig uit het voormalige gemeentehuis van Baarderadeel en werd vervaardigd door J.H. Wijkmans. Het eikenhouten meubilair (1779-1781) is vervaardigd door Hermannus Berkebijl. Het snijwerk is in Lodewijk XVI-stijl. De ronde preekstoel in de dooptuin is uniek voor Friesland. Er liggen zerken van de bewoners van Hoxwier. Het orgel uit 1879 is gemaakt door L. van Dam en Zonen ter vervanging van een gebrekkig orgel (1831) van J.A. Hillebrand.

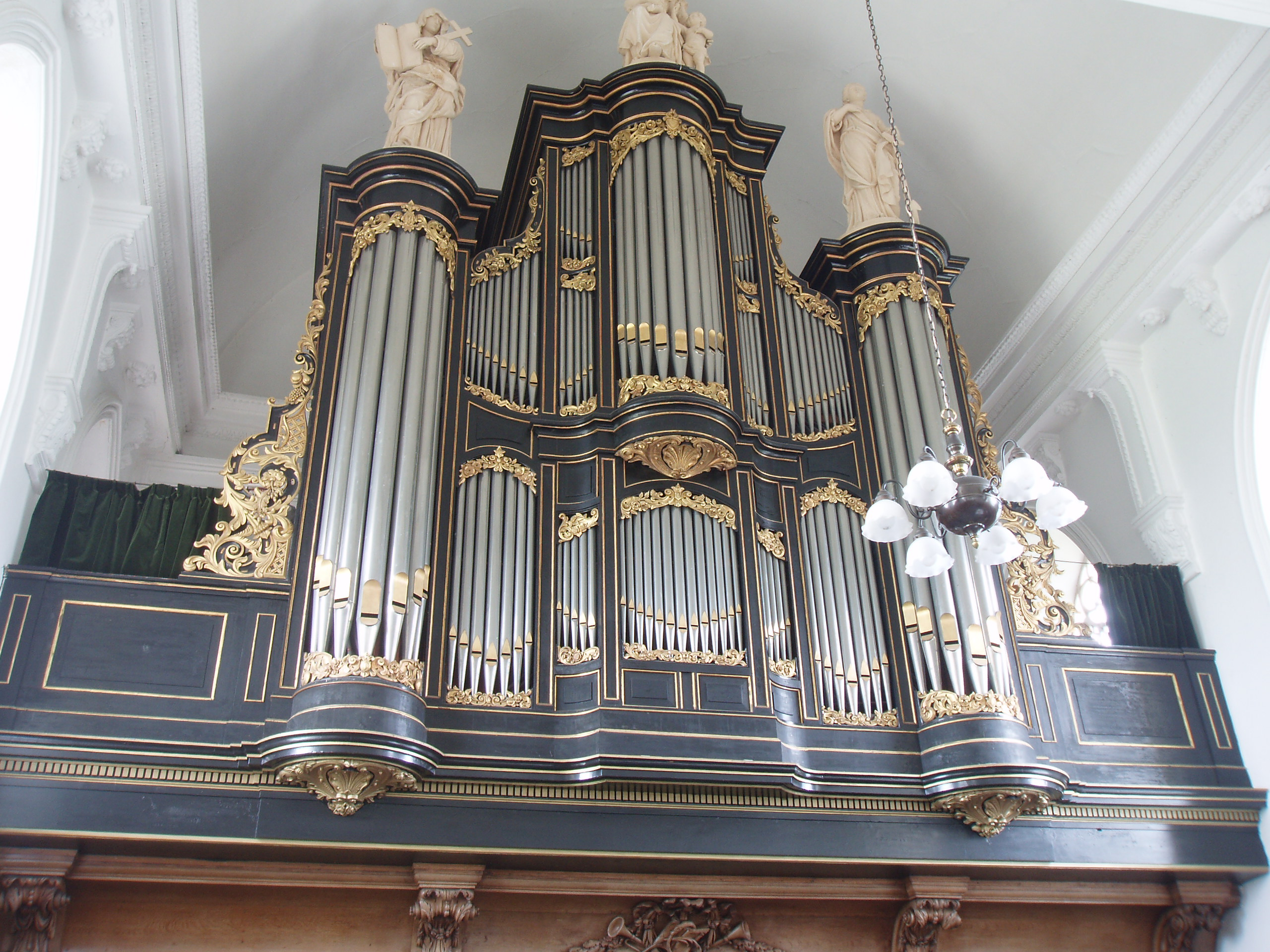
Interieur met orgel in 2008
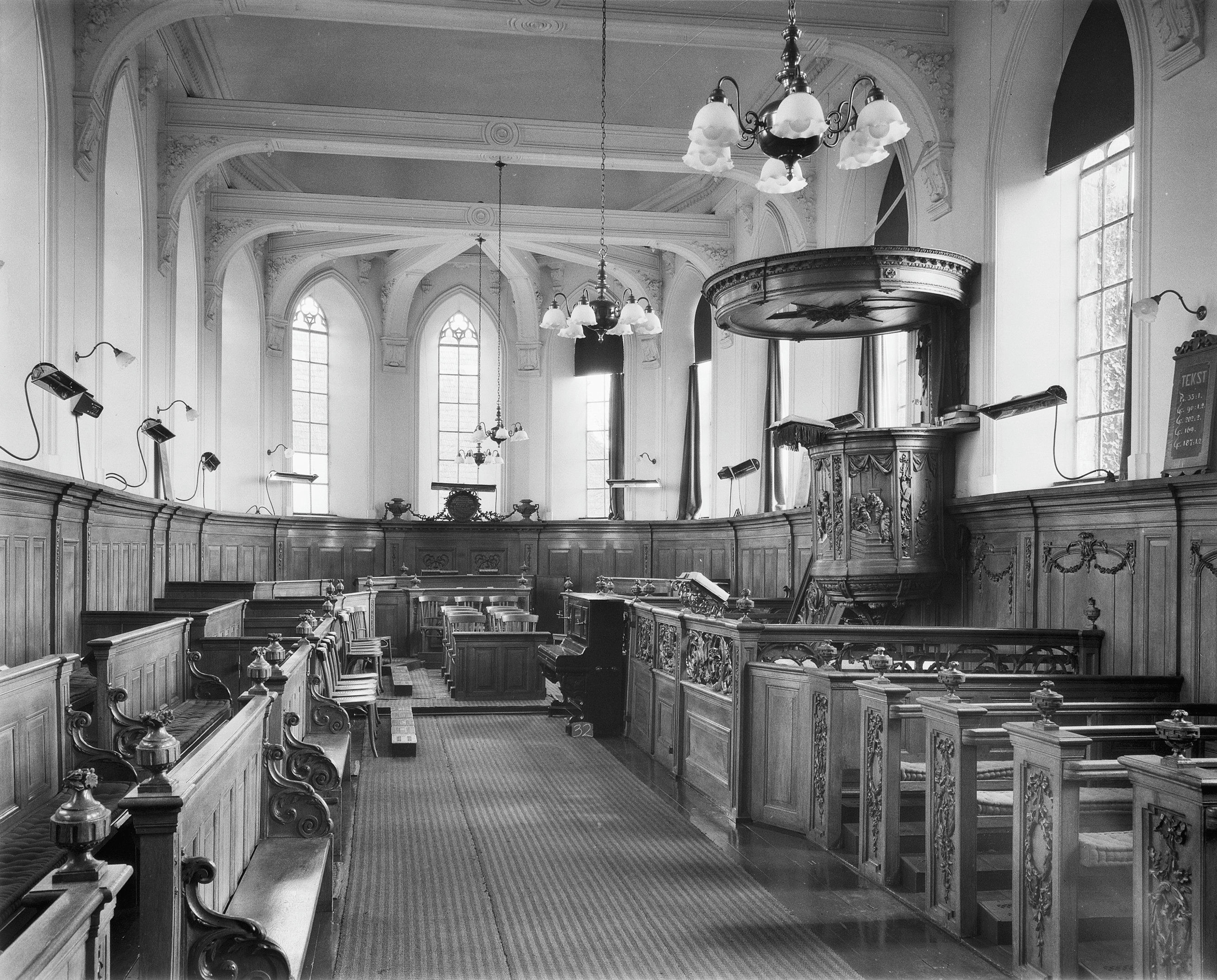
Interieur met preekstoel in 1959